# Gustav Berthold Volz
Gustav Berthold Volz (* 4. November 1871 in Halle (Saale); † 27. September 1938) war ein deutscher Historiker.
Volz war ein Schüler von Albert Naudé und Sohn des deutschen Geographen und Geschichtsforschers Berthold Volz.
Er gab ab 1899 22 Bände der Politischen Korrespondenz von Friedrich dem Großen heraus. Er gab auch Dokumente zum Grafen von Saint Germain heraus und Werke und Briefe von Friedrich dem Großen in deutscher Übersetzung, wobei vielfach Friedrich von Oppeln-Bronikowski (1873–1936) der Übersetzer aus dem Französischen war.
Er hatte den Professorentitel und war Reichsarchivrat im Reichsarchiv in Berlin.
Sein Sohn Hans Volz (1904–1978) war NS-Propagandist und Herausgeber der Werke Martin Luthers.

## Schriften
Monographien
- Kriegführung und Politik. König Friedrichs des Grossen in den ersten Jahren des Siebenjährigen Krieges, Berlin 1896
- Friedrich der Große und Trenck, Berlin 1926
- Friedrich der Große: Bilder aus seiner Zeit, Berlin: Hayn’s Erben 1927
- Aus der Welt Friedrichs des Großen, Dresden, C. Reißner 1922
- Das Sans, Souci Friedrichs des Grossen, Leipzig, Koehler 1926
- Der Graf von Saint-Germain. Das Leben eines Alchimisten. Nach grossenteils unveröffentlichten Urkunden, Dresden: Aretz 1923, 1925 (Dokumentensammlung)

Herausgeberschriften
- Politische Correspondenz Friedrichs des Großen, Berlin, Duncker, bis Band 46, 1939
- Die Werke Friedrichs des Großen, 10 Bände, Berlin, Reimar Hobbing 1913–1914[2]
- mit Ernst Berner: Aus der Zeit des Siebenjährigen Krieges, Tagebuchblätter und Briefe der Prinzessin Heinrich und des königlichen Hauses, Berlin, Duncker 1908
- Friedrich der Grosse und Wilhelmine von Bayreuth, Leipzig: Koehler 1924
- Friedrich der Große im Spiegel seiner Zeit, Berlin, 3 Bände, 1926/27
- mit Friedrich von Oppeln-Bronikowski: Das Tagebuch des Marchese Lucchesini (1780–1782); Gespräche mit Friedrich dem Grossen, München: Hueber 1926
- Preussische und österreichische Acten zur Vorgeschichte des Siebenjährigen Krieges, Leipzig: Hirzel 1899
- Die Erinnerungen der Prinzessin Wilhelmine von Oranien an den Hof Friedrichs des Grossen (1751–1767), Berlin 1903
- Ausgewählte Werke Friedrichs des Großen, 2 Bände, 1910
- mit Friedrich von Oppeln-Bronikowski: Gespräche Friedrichs des Großen, Berlin 1919

Aufsätze
- Friedrichs des Großen Plan einer Losreißung Preußens von Deutschland, Historische Zeitschrift, Band 122, 1920, S. 267–277